# 1984
- Wikisource

| Calendário gregoriano                                                        | 1984 MCMLXXXIV                      |
| Ab urbe condita                                                              | 2737                                |
| Calendário arménio                                                           | 1434 – 1435                         |
| Calendário bahá'í                                                            | 140 – 141                           |
| Calendário budista                                                           | 2528                                |
| Calendário chinês                                                            | 4680 – 4681 Início a 2 de fevereiro |
| Calendário copta                                                             | 1700 – 1701                         |
| Calendário etíope                                                            | 1976 – 1977                         |
| Calendários hindus - Vikram Samvat - Calendário nacional indiano - Cáli Iuga | 2039 – 2040 1905 – 1906 5084 – 5085 |
| Calendário Holoceno                                                          | 11984                               |
| Calendário islâmico                                                          | 1405 – 1406                         |
| Calendário judaico                                                           | 5744 – 5745 Início a 27 de setembro |
| Calendário persa                                                             | 1362 – 1363 Início a 21 de março    |
| Calendário rúnico                                                            | 2234                                |
| Calendário solar tailandês                                                   | 2527                                |

1984 (MCMLXXXIV, na numeração romana) foi um ano bissexto do século XX que começou num domingo, segundo o calendário gregoriano. As suas letras dominicais foram AG. A terça-feira de Carnaval ocorreu a 6 de março e o domingo de Páscoa a 22 de abril. Segundo o horóscopo chinês, foi o ano do Rato, começando a 2 de fevereiro.

| Evento                                                   | Data            | Hora  |
| -------------------------------------------------------- | --------------- | ----- |
| Aquário                                                  | 20 de janeiro   | 21:06 |
| Peixes                                                   | 19 de fevereiro | 11:17 |
| primavera no hemisfério norte e outono no hemisfério sul |                 |       |
| Carneiro/equinócio                                       | 20 de março     | 10:25 |
| Touro                                                    | 19 de abril     | 21:39 |
| Gémeos                                                   | 20 de maio      | 20:58 |
| verão no hemisfério norte e inverno no hemisfério Sul    |                 |       |
| Caranguejo/solstício                                     | 21 de junho     | 05:03 |
| Leão                                                     | 22 de julho     | 15:59 |
| Virgem                                                   | 22 de agosto    | 23:01 |
| Outono no Hemisfério Norte e Primavera no Hemisfério Sul |                 |       |
| Balança/equinócio                                        | 22 de setembro  | 20:33 |
| Escorpião                                                | 23 de outubro   | 05:46 |
| Sagitário                                                | 22 de novembro  | 03:11 |
| inverno no hemisfério norte e verão no hemisfério sul    |                 |       |
| Capricórnio/solstício                                    | 21 de dezembro  | 16:23 |

| UTC: Portugal Continental, Madeira, Guiné-Bissau e São Tomé e Príncipe Subtrair (-): 1 h nos Açores e Cabo Verde 2 h nas Ilhas oceânicas brasileiras 3 h em Brasília, em Goiás, na Amazônia Oriental Brasileira e no nordeste, sudeste e sul brasileiros 4 h na Amazônia Ocidental Brasileira, Mato Grosso e Mato Grosso do Sul 5 h no Acre e sudoeste do Amazonas Adicionar (+): 1 h em Angola e Guiné Equatorial 2 h em Moçambique 8 h em Macau 9 h em Timor-Leste. |
| Adicionar uma hora durante a vigência do horário de verão: Portugal Continental : De 25 de março a 30 de setembro de 1984 |

| Ano completo                       |
| ---------------------------------- |
| Ano bissexto com início ao domingo |

## Eventos

### Janeiro
- 1 de janeiro - Brunei torna-se um país independente.
- 24 de janeiro - A Apple Computers Inc. lança o Macintosh.
- 25 de janeiro - No dia do aniversário de São Paulo ocorre na Praça da Sé um grande comício das Diretas Já.[1]

### Fevereiro
- 2 de fevereiro - Jaime Lusinchi assume a presidência da Venezuela.
- 6 de fevereiro - Começa a operar na Ilha do Rei George, a Estação Antártica Comandante Ferraz, uma base antártica pertencente ao Brasil.

### Março
- 25 de março - Estreia de Ayrton Senna na Fórmula 1, pela Toleman.[2]

### Abril
- 25 de abril - A Emenda Dante de Oliveira, que previa o restabelecimento de eleições diretas para presidente do Brasil é rejeitada pelo Congresso Nacional.[3]

### Maio
- 5 de maio - A Usina hidrelétrica de Itaipu é inaugurada na fronteira entre o Brasil e o Paraguai, quando foi concluída, era a maior barragem do mundo, título que manteve por 21 anos até a construção da Hidrelétrica das Três Gargantas, na China, em 2003.
- 14 de maio - Tem início a greve dos bóias-frias em Guariba.

### Junho
- 1 de junho - Richard von Weizsäcker sucede Karl Carstens como Presidente da Alemanha Ocidental.

### Julho
- 28 de julho - Abertura dos Jogos Olímpicos de Verão de 1984, sediados em Los Angeles.[4]

### Agosto
- 4 de agosto - O Alto Volta muda de nome para Burkina Faso.
- 28 de agosto - Nasceu a cantora brasileira Paula Fernandes.

### Outubro
- 14 de outubro - Padre Jose Kaimlett funda na Índia os Arautos da Boa Nova.

### Novembro
- 4 de novembro - Os sandinistas da FSLN vencem as primeiras eleições gerais pluralistas da Nicarágua, com 66% dos votos. Daniel Ortega é eleito presidente.
- 6 de novembro - O Republicano Ronald Reagan é reeleito Presidente dos Estados Unidos com 58% dos votos, derrotando o Democrata Walter Mondale, e se tornando o candidato mais bem votado no colégio eleitoral da história, com 525 delegados.

## Nascimentos
- 17 de abril - Steven Pruitt, editor Wikipedista americano.
- 14 de maio - Mark Zuckerberg, empresário e programador norte-americano.
- 2 de agosto - J. D. Vance, político norte-americano.
- 21 de agosto - Robin de Jesús, ator americano.
- 28 de agosto - Paula Fernandes, cantora brasileira.
- 6 de setembro - Jwan Yosef, pintor e artista sueco-sírio.
- 15 de setembro - Harry, filho da Princesa Diana com Charles III do Reino Unido.
- 22 de setembro - Thiago Silva, jogador de futebol brasileiro.
- 5 de outubro - Átila Iamarino, biólogo e pesquisador brasileiro.
- 25 de outubro - Katy Perry, cantora, compositora e atriz norte-americana.
- 22 de dezembro - Basshunter, cantor, produtor musical e DJ sueco.
- 30 de dezembro - LeBron James jogador profissional de basquete.

## Mortes

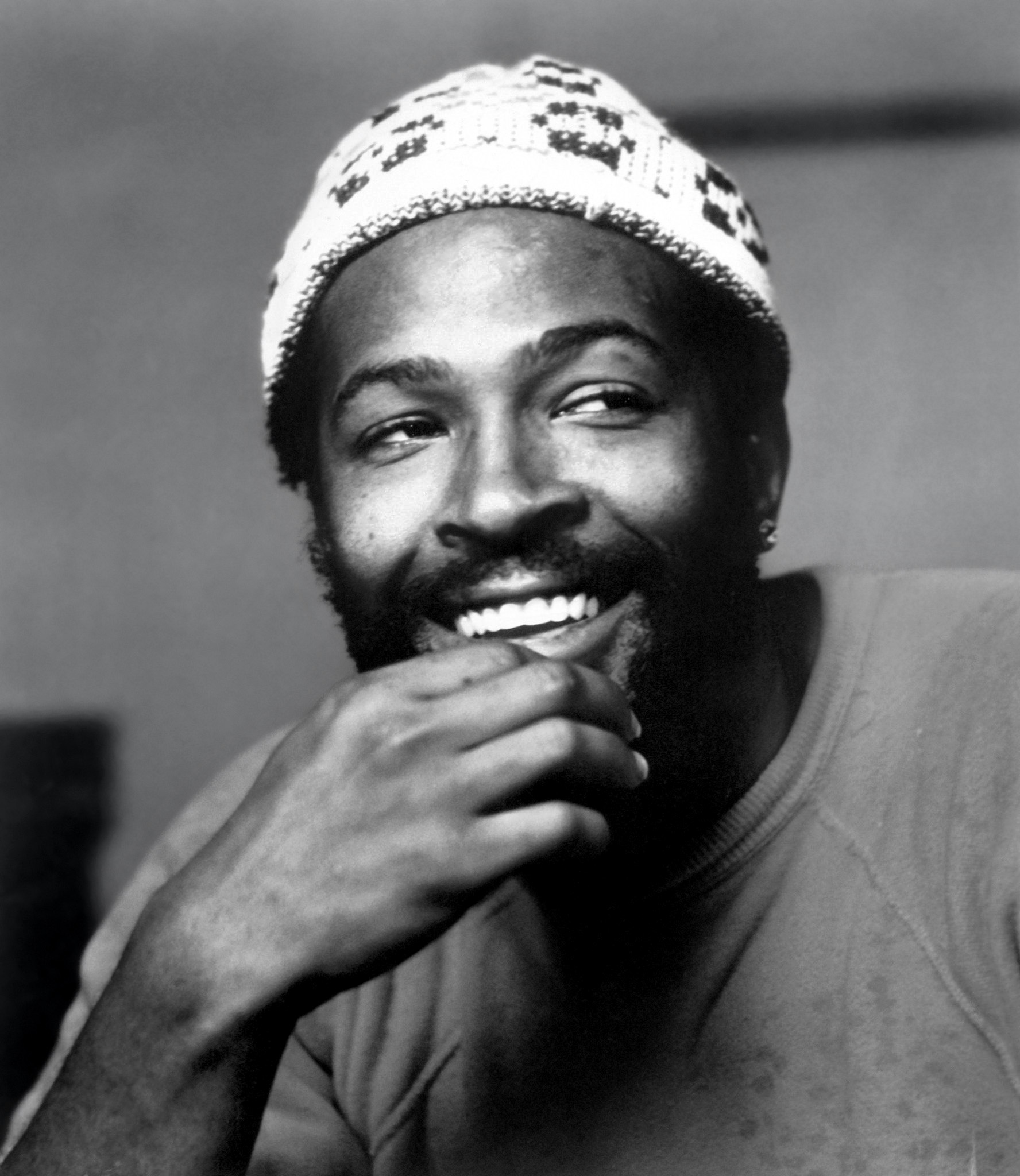
Marvin Gaye

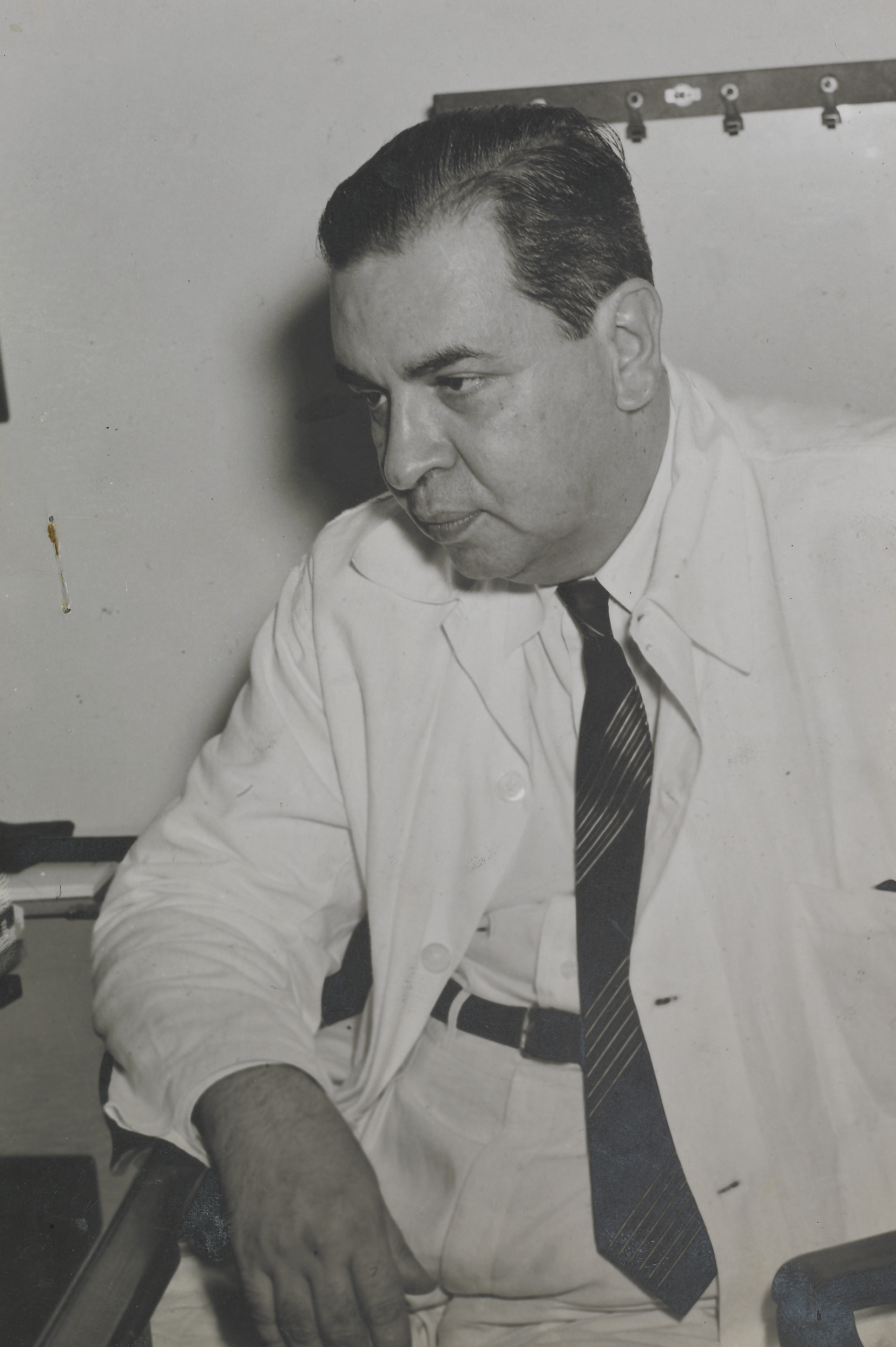
Pedro Nava

- 18 de janeiro - Ary dos Santos, poeta e declamador português (n. 1937).
- 31 de janeiro - Paulo (de Ballester-Convallier), religioso e acadêmico espanhol (n. 1927)
- 22 de fevereiro - David Vetter, menino americano que viveu dentro de uma bolha a vida toda (n. 1971).
- 26 de março - Ahmed Sékou Touré, presidente da Guiné de 1958 a 1984 (n. 1922).
- 1 de abril - Marvin Gaye, cantor popular de soul e R&B, arranjador, multi-instrumentista, compositor e produtor (n. 1939).
- 13 de maio - Pedro Nava, médico e escritor brasileiro (n. 1903).
- 24 de maio - Vincent J. McMahon, fundador das organizações WWE (n. 1914).
- 20 de junho - Nhô Belarmino, cantor sertanejo (n. 1920).
- 29 de junho - Jimmie Daniels, artista de cabaré, ator, modelo e dono de boate americano (n. 1907).
- 15 de agosto - Bobbi Campbell, ativista e enfermeiro norte-americano (n. 1952).
- 29 de agosto - Muhammad Naguib, presidente do Egipto de 1953 a 1954 (n. 1901).
- 24 de setembro - Neil Hamilton, ator americano (n. 1899).
- 17 de outubro - Alberta Hunter, cantora de blues, compositora e enfermeira estadunidense (n. 1895).
- 31 de outubro - Assassinato de Indira Gandhi, Primeira-Ministra da Índia.

## Por tema
- 1984 na arte
- 1984 no Brasil
- 1984 na ciência
- 1984 no cinema
- 1984 no desporto
- Divisões administrativas em 1984
- 1984 no jornalismo
- 1984 na literatura
- 1984 na música
- 1984 na política
- 1984 no teatro
- 1984 na televisão

## Prêmio Nobel
- Física - Carlo Rubbia[5] e Simon van der Meer.[5]
- Química - Robert Bruce Merrifield.[6]
- Medicina - Niels K. Jerne,[7] Georges J.F. Köhler[7] e César Milstein.[7]
- Literatura - Jaroslav Seifert.[8]
- Paz - Desmond Mpilo Tutu.[9]
- Economia - Richard Stone.[10]

## Epacta e idade da Lua
| Epacta gregoriana | 29 (XXIX) |
| Idade da Lua      | Letra P   |